# Club Atlético Bartolomé Mitre
O Club Atlético Bartolomé Mitre, também conhecido como Bartolomé Mitre de Posadas ou Bartolomé Mitre de Misiones, é um clube esportivo argentino com sede em Posadas, cidade e capital do departamento de Capital e da província de Misiones.
Fundado em 7 de outubro de 1926, o clube ostenta como cores, o azul e o amarelo.
Entre as muitas atividades esportivas praticadas no clube, a principal é o futebol, onde atualmente sua equipe masculina participa do Torneo Federal A, a terceira divisão do futebol argentino para as equipes indiretamente afiliadas à Associação do Futebol Argentino (AFA), sendo representante da Liga Posadeña de Fútbol ante o Conselho Federal do Futebol Argentino (CFFA).
O clube manda seus jogos no Ernesto "Tito" Cucchiaroni, também localizado em Posadas. A praça esportiva, de propriedade do clube, conta com capacidade para 7 000 pessoas.
Disputou em duas ocasiões o Campeonato Nacional (ou Torneio Nacional), a primeira divisão do Campeonato Argentino entre 1967 e 1985. Participou pela primeira vez em 1972 e, posteriormente, em 1975. Também disputou outros do Campeonato Argentino, como o Torneo Argentino B (quarta divisão de 1995 a 2014), o Torneo Argentino C (quinta divisão de 2005 a 2014) e a Copa da Argentina de 1970.
No âmbito regional, participou do Torneio Regional, no qual foi campeão em 1972 e 1975, além da Liga Posadeña de Fútbol, onde conquistou o título em 27 oportunidades.
Foi um dos 4 clubes campeões do Torneo Regional Federal Amateur de 2024–25, título que lhe garantiu o acesso ao Torneo Federal A, a terceira divisão do Campeonato Argentino para clubes do interior do país.

## História
O Club Atlético Bartolomé Mitre é um clube de futebol argentino da cidade de Posadas, capital da província de Misiones. Foi fundado em 7 de outubro de 1926. Seu estádio se chama "Tito Cucchiaroni" e está localizado entre a Avenida Libertador General San Martín e a Avenida Martín Fierro. A instituição foi originalmente fundada com o nome de Mitre Football Club, mas em 1928 passou a adotar seu nome atual.
Disputou em duas ocasiões o Campeonato Nacional de futebol, então a divisão máxima do futebol argentino, com participações em 1972 e 1975. Também jogou outros torneios nacionais, como o Torneo Argentino B, o Torneo Argentino C e a Copa Argentina de 1970. Em nível regional, participou do Torneo Regional, no qual foi campeão em 1972, conquistando a promoção ao Campeonato Nacional, além de obter mais de vinte títulos na Liga Posadeña de Fútbol.
Em 2016, chegou até a semifinal do Torneo Federal C, sendo eliminado pelo Juventud Unida de Chaco. Naquele mesmo ano, o clube posadenho foi posteriormente convidado a disputar o Torneo Federal B, competição em que aceitou participar após a reestruturação do certame, que ampliou o número de vagas por província.

### Acesso ao Torneo Federal A
No dia 9 de fevereiro de 2025, o Bartolomé Mitre conquistou o acesso ao Torneo Federal A após vencer o Acción Juvenil de General Deheza por 4–0, em uma das quatro finais do Torneo Regional Federal Amateur da temporada de 2024–25.

## Instalações

### Estádio
- O estádio foi inaugurado em 9 de julho de 1968 e leva o nome de Ernesto Tito Cucchiaroni, em homenagem a um renomado futebolista nascido na cidade de Posadas, falecido em 1971.[1]
- Também é popularmente conhecido como "Gigante de Rocamora", em referência ao bairro onde está localizado.[1]
- Com capacidade para 7 mil pessoas, é o segundo estádio em capacidade da cidade de Posadas e o quarto da província de Misiones.[1]

## Títulos

### Nacionais
- Campeonato Argentino de Futebol — 2ª divisão (1): 1972,[4] 1975.[4]
- Campeonato Argentino de Futebol — 4ª divisão (1): 2024–25.[7]

### Regionais
- Liga Posadeña de Fútbol — 1ª divisão (25): 1947,[6] 1948,[6] 1949,[6] 1951,[6] 1958,[6] 1960,[6] 1963,[6] 1969,[6] 1971,[6] 1974,[6] 1975,[6] 1977,[6] 1980,[6] 1986,[6] 1988[6], 2007–C,[6] 2008–09,[6] 2009–10,[6] 2013,[6] 2014,[6] 2015,[6] 2016–A,[6] 2021, 2024–A, 2024–C.